# ماکی اگوچی
ماکی اگوچی (انگلیسی: Maki Eguchi؛ زادهٔ ۱۴ اکتبر ۱۹۷۸) بازیکن بسکتبال اهل ژاپن بود.